# Cataglyphis gaetulus
Cataglyphis gaetulus är en myrart som beskrevs av Santschi 1929. Cataglyphis gaetulus ingår i släktet Cataglyphis och familjen myror.

## Underarter
Arten delas in i följande underarter:
- C. g. gaetulus
- C. g. pilisquamis